# Groupe École catholique d'arts et métiers
 (septembre 2018).
Le groupe ECAM est un groupe d'écoles françaises et belge d'ingénieurs.

## Présentation
Le groupe ECAM est créé en octobre 2004. Il est constitué de quatre institutions dont trois écoles d'ingénieurs membres de la Fédération d'écoles supérieures d'ingénieurs et de cadres (FESIC) et une haute école belge francophone :
- l'École catholique d'arts et métiers (ECAM LaSalle) de Lyon : formation arts et métiers d'ingénieurs généralistes en cinq ans à orientation mécanique ;
- l'ECAM Louis de Broglie : formation d'ingénieurs généralistes en cinq ans (avec classe préparatoire associée) ou trois ans, à orientation génie industriel, matériaux, productique, électronique et informatique sous statut étudiant ou par l'apprentissage ;
- l'École d'électricité, de production et des méthodes industrielles (ECAM-EPMI) de Cergy-Pontoise : formation d'ingénieur généraliste avec deux pôles d'activité « Industrie » et « Télécoms et Services » ;
- l'ECAM Bruxelles (École centrale des Arts et Métiers) située à Bruxelles en Belgique depuis 1898 : formations d'ingénieur industriel en automatisation[2], construction[3], électromécanique[4], électronique[5], géomètre[6] et informatique[7]. Une orientation dédiée à la santé[8] est accessible depuis septembre 2019. C'est un département de la Haute École ICHEC - ECAM - ISFSC.

Une cinquième institution, l'ECAM Strasbourg-Europe de Schiltigheim, a quitté le réseau ECAM en juin 2022 pour rejoindre l'Institut catholique d'arts et métiers, sous le nom d'Icam, site de Strasbourg-Europe.
En juillet 2014, ce groupe représentait :
- 1 530 étudiants ;
- 6 000 ingénieurs diplômés en activité en France et dans le monde ;
- 380 enseignants dont 120 professeurs permanents ;
- 15 laboratoires d’enseignement et de recherche.